# Procesul piramidal al osului palatin
Procesul piramidal (Processus pyramidalis) este o apofiză situată la partea inferioară a osului palatin, la locul de unire al lamei orizontale cu lama perpendiculară. Procesul piramidal se îndreaptă înapoi și lateral, pătrunzând în incizura pterigoidă dintre cele două lame (laterală și medială) ale procesului pterigoid, completând astfel fosa pterigoidă. Procesul piramidal este străbătut vertical de două canale palatine mici (Canales palatini minores).  Aceste canale se deschid pe fața inferioară a procesului piramidal, lângă unirea lui cu lama orizontală, prin două găuri palatine mici (Foramina palatina minora), care sunt situate lângă gaura palatină mare de pe lama orizontală a palatinului. Prin canale palatine mici trec nervii palatini mici (Nervi palatini minores) și arterile palatine mici (Arteria palatina minor)